# 巴依托海镇
巴依托海镇，是中华人民共和国新疆维吾尔自治区伊犁哈萨克自治州伊宁县下辖的一个乡镇级行政单位。
2016年1月9日，新疆维吾尔自治区人民政府批复同意撤销巴依托海乡建制，设立巴依托海镇。

## 行政区划
巴依托海镇下辖以下地区：
塔依尔于孜村、下塔依尔于孜村、其格勒克麻扎村、喀勒其塔木村、下也台温村、也台温村、萨克于孜村、茶依其温村、阿热温村、下喀勒其塔木村、下萨克于孜村和热万村。